# متولد ایالات متحده آمریکا
«متولد ایالات متحده آمریکا» (به انگلیسی: Born in the U.S.A.) آلبومی از هنرمند اهل ایالات متحده آمریکا بروس اسپرینگستین است که در سال ۱۹۸۴ میلادی منتشر شد.